# Stanovništvo Slovačke
Slovačka prema podacima sa zadnjeg popisa stanovništva iz 2011. godine ima 5,397,036 stanovnika, odnosno 110 stanovnika po km2.
Slovaka ima 4.614.854 ili 85,8%, drugi po brojnosti su Mađari s 520.528 pripadnika (9,7%), slijede Romi s 89.920 pripadnika (1,7%), Česi 44.620 (0,8%), Rusini 24.201 (0,4%), Ukrajinci 10.814 (0,2%), Nijemci 5.405, Poljaci 2.602, Moravci 2.348, Rusi 1.590, Bugari 1.179, Hrvati 890, Srbi 434, Židovi 218, ostali narodi 5.350 i nepoznate nacionalnosti 54.502.
Hrvati žive u nekoliko sela: Hrvatski Jandrof (Bratislava-Jarovce), Bratislava-Čunovo, Hrvatski Grob (Chorvátsky Grob) i Devinsko Novo Selo (Bratislava-Devínska Nová Ves). Imaju kulturne veze s gradišćanskim Hrvatima u Austriji. Od 1990. godine Hrvati u Slovačkoj organizirani su u "Hrvatski kulturni savez". Imaju desetak folklornih društava i festival hrvatske kulture u Devinskom Novom Selu. Postoji i dijalektološki rječnik hrvatskoga govora u Devinskom Novom Selu.
Većina (62%) stanovnika Slovačke pripada Rimokatoličkoj Crkvi koja se služi latinskim obredom; i ako se tu još pridoda 4% Grkokatolika, ukupan broj katolika je 66%. Članovi drugih crkava, uključujući i one neregistrirane, iznosi oko 1.1% od ukupnog broja stanovništva. Kršćani, pripadnici istočnih pravoslavnih crkava su uglavnom u rutenskim (ukrajinskim) oblastima.

## Stanovništvo

### Promjena broja stanovnika (1848. – 2011.)
| Datum popisa       | Stanovništvo | Gustoća naseljenosti (po km2) |
| ------------------ | ------------ | ----------------------------- |
| 31. prosinca 1848. | 2.442,0001   | 50                            |
| 31. prosinca 1869. | 2.481,811    | 51                            |
| 31. prosinca 1880. | 2.477,521    | 51                            |
| 31. prosinca 1890. | 2.595,180    | 53                            |
| 31. prosinca 1900. | 2.782,925    | 57                            |
| 31. prosinca 1910. | 2.916,657    | 60                            |
| 15. veljače 1921.  | 2,993,859    | 61                            |
| 1. prosinca 1930.  | 3.324,111    | 68                            |
| 4. listopada 1946. | 3.327,803    | 68                            |
| 3. siječnja 1950.  | 3.442,317    | 70                            |
| 3. siječnja 1961.  | 4,174,046    | 85                            |
| 12. siječnja 1970. | 4.537,290    | 93                            |
| 11. siječnja 1980. | 4.991,168    | 102                           |
| 3. ožujka 1991.    | 5.274,335    | 108                           |
| 26. svibnja 2001.  | 5.379,455    | 110                           |
| 21. svibnja 2011.  | 5.397,036    | 110                           |
| 1 Procjena         |              |                               |

## Etnički sastav
| Etnička skupina                                             | popis 1950. | popis 1950. | popis 1961. | popis 1961. | popis 1970. | popis 1970. | popis 1980. | popis 1980. | popis 1991. | popis 1991. | popis 2001. | popis 2001. | popis 2011. | popis 2011. |
| Etnička skupina                                             | Broj        | %           | Broj        | %           | Broj        | %           | Broj        | %           | Broj        | %           | Broj        | %           | Broj        | %           |
| ----------------------------------------------------------- | ----------- | ----------- | ----------- | ----------- | ----------- | ----------- | ----------- | ----------- | ----------- | ----------- | ----------- | ----------- | ----------- | ----------- |
| Slovaci                                                     |             | 86,6        |             | 85,3        |             | 85,5        | 4.317,008   | 86,5        | 4.519,328   | 85,7        | 4.614,854   | 85,8        | 4.352,775   | 80,7        |
| Mađari                                                      |             | 10,3        |             | 12,4        |             | 12,2        | 559.490     | 11,2        | 567.296     | 10,8        | 520.528     | 9,7         | 458.467     | 8,5         |
| Romi1                                                       |             | -           |             | -           |             | -           | -           | -           | 75.802      | 1,4         | 89.920      | 1,7         | 105.738     | 2,0         |
| Česi                                                        |             | 1,2         |             | 1,1         |             | 1,0         | 57.197      | 1,1         | 59.326      | 1,1         | 44.620      | 0,8         | 30.367      | 0,6         |
| Rusini                                                      |             | 1,4         |             | -           |             | 0,9         | 36.850      | 0,7         | 17.197      | 0,3         | 24.201      | 0,4         | 33.482      | 0,6         |
| Ukrajinci                                                   | 13.281      | 1,4         | 0,3         | -           | 10.814      | 0,9         | 36.850      | 0,7         | 0,2         | 7.430       | 0,1         |             |             |             |
| Ostali/neizjašnjeni                                         |             | 0,5         |             | 1,2         |             | 0,4         | 20.623      | 0,4         | 22.105      | 0,4         | 74.518      | 1,4         | 408.777     | 7,5         |
| Ukupno                                                      | 3.442,317   | 3.442,317   | 4.174,046   | 4.174,046   | 4.537,290   | 4.537,290   | 4.991,168   | 4.991,168   | 5.274,335   | 5.274,335   | 5.379,455   | 5.379,455   | 5.397,036   | 5.397,036   |
| 1 Do 1991. Romi se nisu smatrali posebnom etničkom skupinom |             |             |             |             |             |             |             |             |             |             |             |             |             |             |

## Vanjske poveznice
- Statistički ured Slovačke Republike
- Infostat.sk - Table of SR data